# Грін-Банкський телескоп
Телескоп Роберта К. Берда у Грін-Банку (англ. Robert C. Byrd Green Bank Telescope, GBT), Західна Вірджинія, США — найбільший у світі повністю керований радіотелескоп, що перевершує 100-метровий Еффельсберзький радіотелескоп у Німеччині. Місцевість Грін-Банк входила до складу Національної радіоастрономічної обсерваторії (NRAO) до 30 вересня 2016 року. З 1 жовтня 2016 року телескопом керує незалежна Грін-Банкська обсерваторія. Телескоп названо на честь покійного сенатора Роберта К. Берда, який представляв Західну Вірджинію і який провів фінансування телескопа через Конгрес.
Грін-Банкський телескоп працює на хвилях від метра до міліметра. Його збиральна площа діаметром 100 метрів, незаблокована діафрагма та хороша точність поверхні забезпечують чудову чутливість телескопа в межах робочого діапазону 0,1–116 ГГц. GBT повністю керований, і має доступ до 85 відсотків місцевої небесної півкулі. Він використовується для астрономії близько 6500 годин щороку, а ще 2000–3000 годин на рік витрачають на вивчення високих частот. Частиною наукової сили GBT є його гнучкість і простота використання, що дозволяє швидко реагувати на нові наукові ідеї. План роботи телескопа складається динамічно, щоб узгодити потреби проєктів з поточною погодою. GBT також легко переконфігуровується за допомогою нового експериментального обладнання. Можливість високочутливого відображення GBT робить його важливим доповненням до Великого міліметрового масиву Атаками, Розширеного дуже великого масиву, Антенного масиву дуже великої бази та інших інтерферометрів з високою кутовою роздільністю. Засоби Грін-Банкської обсерваторії також використовуються для інших наукових досліджень, для багатьох освітніх і інформаційно-просвітницьких програм, а також для підготовки студентів і вчителів.
Телескоп розпочав регулярну наукову роботу в 2001 році, що робить його одним із новітніх астрономічних об’єктів Національного наукового фонду США (NSF). Він був побудований після руйнування попереднього телескопа в Грін-Бенк, 90,44-метрового параболоїда, який почав спостереження в жовтні 1961 року.  Попередній телескоп зруйнувався 15 листопада 1988 року через раптову втрату фасонки у вузлі коробчатої балки, яка була ключовим компонентом цілісності конструкції телескопа.

## Розташування

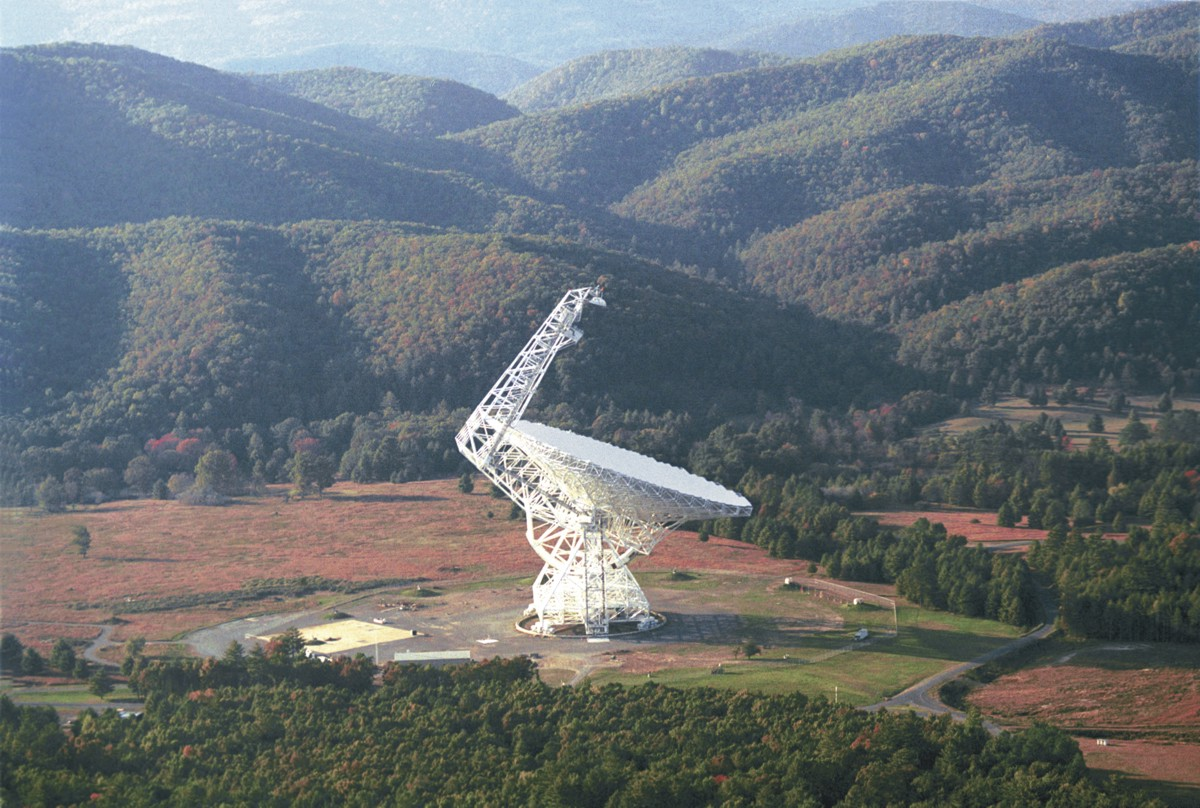
Радіотелескоп Роберта К. Берда Грін-Банк (GBT) має збиральну площу 0,93 га, яка фокусує радіохвилі, що падають на нього, на чутливі приймачі у верхній частині стріли, прикріпленої збоку.

Телескоп розташований недалеко від центру Національної зони радіоспокою Сполучених Штатів, унікальної зони, розташованої в містечку Грін-Банк (Західна Вірджинія), де влада обмежує всі радіовипромінювання, щоб уникнути викидів у напрямку GBT і станції Шугар-Ґроув. Розташування телескопа в радіоспокійній зоні дозволяє виявляти слабкі радіочастотні сигнали, які інакше могли б бути замасковані штучними сигналами. Обсерваторія межує з територією національного лісу, а гори Аллегани захищають її від радіоперешкод.
Місце розташування телескопа було місцем розташування важливих радіоастрономічних телескопів з 1957 року  Зараз тут розміщено сім додаткових телескопів, і, незважаючи на дещо віддалене розташування, сюди щороку приїздить близько 40 000 відвідувачів. 

## Опис
Конструкція важить 7600 тонн і має висоту 148 метрів. Поверхня GBT є активною поверхнею розміром 100 на 110 метрів з 2209 актуаторами (невеликими двигунами, які використовуються для регулювання положення) для 2004 поверхневих панелей, внаслідок чого загальна збиральна площа становить 9300 кв. м.  Панелі виготовлені з алюмінію з точністю поверхні понад 50 мкм RMS. Актуатори регулюють положення панелей, щоб компенсувати провисання або вигин під дією власної ваги, яка змінюється під час руху телескопа. Без цього регулювання так званої "активної поверхні" спостереження на частотах вище 4 ГГц не буде настільки ефективним. 
Незвичним для радіотелескопа основним відбивачем є позаосьовий сегмент параболоїда. Це той самий дизайн, який використовується у знайомих антенах домашнього супутникового телебачення (наприклад, DirecTV). Асиметричний відбивач дозволяє розташовувати фокусну точку телескопа та опромінювач збоку від антени, щоб він та його висувна опорна штанга не заважали вхідним радіохвилям, як це відбувається у звичайних конструкціях радіотелескопів із подачею, розташованою на осі променя телескопа.
Зміщена опорна рука містить висувний опромінювач основного фокусу перед 8-метровим субрефлектором і вісім високочастотних подач на обертовій вежі в грегоріанському фокусі. Робочі частоти коливаються від 290 МГц до 100 ГГц. 
Через його висоту (148 метрів, що на 60% вище за Статую Свободи) і масу (7600 тонн), місцеві жителі іноді розшифровують GBT як Great Big Thing — «Велика велика штука».

## Відкриття

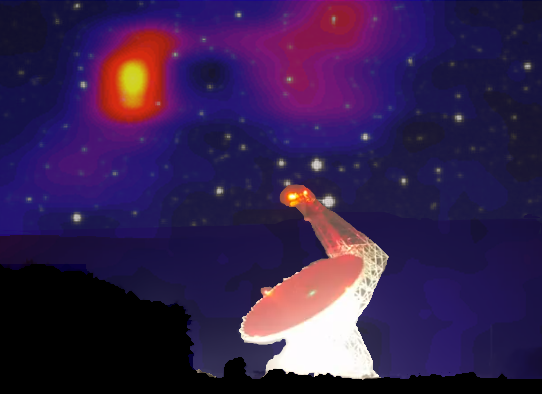
Композиційне зображення спостереження спектральної лінії області зореутворення W51, що показує розподіл аміаку в цьому регіоні. Зображення телескопа з уповільненої зйомки нічних спостережень

У 2002 році астрономи виявили три нові мілісекундні пульсари в кулястому скупченні Мессьє 62.
У 2006 році було оголошено про декілька відкриттів, включаючи велике котушкоподібне магнітне поле в молекулярній хмарі Оріона і велику надбульбашку водню на відстані 23 000 світлових років, названу надбульбашкою Змієносця. 
З 2006 року було зроблено численні відкриття, в тому числі наймасивнішої нейтронної зорі, виявленої на сьогодні, PSR J0740+6620; хмари первинного газу, яка оточує інші галактики; величезних молекулярних хмар, що оточують інші галактики; і складних молекул, таких як цукор, у космосі.

## Загроза для фінансування
У відповідь на обмежені бюджетні проблеми Відділ астрономічних наук (AST) Національного наукового фонду (NSF) створив комісію з огляду портфоліо, яка проводила свою роботу з вересня 2011 року по серпень 2012 року.    Комітет, який перевірив усі засоби та заходи, що підтримуються AST, складався з 17 зовнішніх науковців під головуванням Деніела Ейзенштейна з Гарвардського університету.     Рекомендація комітету від серпня 2012 року містила закриття шести об’єктів, і також зменшення фінансування для телескопа Роберта К. Берда у Грін-Банку (GBT) упродовж п’ятирічного періоду.  
У липні 2014 року Комітет Сенату США з асигнувань затвердив бюджет NSF на 2014 фінансовий рік, який не передбачав дивестиції GBT у цьому фінансовому році. Потім установа почала шукати партнерів, щоб допомогти фінансувати свої експлуатаційні витрати в розмірі 10 мільйонів доларів на рік.
1 жовтня 2016 року Національна радіоастрономічна обсерваторія в Грін-Банку відокремилася від NSF і почала отримувати фінансування з приватних джерел, щоб функціонувати як незалежна установа, Грін-Банкська обсерваторія. 

## Відношення до Breakthrough Listen
Телескоп є ключовим об’єктом проєкту Breakthrough Listen, в якому він використовується для сканування радіосигналів, які, можливо, випромінюються позаземними технологіями. Наприкінці 2017 року телескоп використовувався для сканування Оумуамуа на наявність ознак позаземного інтелекту. 